# Ocena tveganja pri delu
Ocena tveganja delovnega mesta je dokument, ki pripomore k boljšemu prepoznavanju tveganj in uvajanju ustreznih preventivnih ukrepov za vzdrževanje varnosti in zdravja pri delu, ki ga posameznik opravlja. To je temeljni dokument delodajalca, ki obravnava področje varnosti in zdravja pri delu. Z njim želimo zmanjšati verjetnost nastanka škode, ki bi se lahko zgodila v delovnem procesu, kot tudi obvladovati tveganja, ki se na določenem delovnem mestu pojavljajo. Za pomembno nevarnost oziroma tveganje označimo tisto nevarnost, ki zahteva izvedbo ukrepov za odstranitev ali zmanjšanje tveganja v skladu z oceno tveganja. Tveganje opredelimo kot kombinacijo verjetnosti za nastanek škode in resnosti škode le-te. Z oceno tveganja mora delodajalec po Zakonu o varnosti in zdravju pri delu (Ur. list RS št. 43/2011) delavca tudi pisno seznaniti. Ocenjevanje tveganja delovnega mesta mora poleg ocene vseh pomembnih tveganj vsebovati tudi preverjanje učinkovitosti že sprejetih varnostnih ukrepov ter beleženje rezultatov ocen in njihovo redno posodabljanje. Izvedba ocene tveganja delodajalcu omogoči, da sprejme ukrepe, ki so potrebni za zagotovitev varnosti in zdravja delavcev. Ukrepi so preprečevanje poklicnih tveganj, obveščanje delavcev, usposabljanje delavcev ter sprejemanje organizacijskih ukrepov in zagotavljanje sredstev potrebnih za uvedbo le-teh. Namen ocene tveganja je v prvi vrsti preprečevanje poklicnih tveganj. Tam, kjer to ni mogoče, pa vsaj njihovo omejevanje. 
V Evropi skladno z evropsko zakonodajo za minimalni standard varnosti in zdravja pri delu skrbi Evropska agencija za varnost in zdravje pri delu.

### Zakonodaja
Okvirna direktiva 89/391 vsebuje »splošna načela v zvezi s preprečevanjem poklicnih bolezni ... ter splošna navodila za izvajanje opredeljenih načel« (člen 1.2.). To je tudi najpomembnejši del evropvske zakonodaje v zvezi z ocenjevanjem tveganj, ki med drugim določa dolžnost delodajalcev, da zagotovijo varnost in zdravje delavcev v zvezi z njihovim delom. Delodajalcem ocena tveganja omogoča uvedbo ukrepov, ki so potrebni za zagotovitev varnosti in zdravja delavcev.
Evropska zakonodaja v zvezi z ocenjevanjem tveganja vsebuje okvirno direktivo 89/391 in je prenesena v nacionalne zakonodaje držav članic. Vseeno ima vsaka država pravico uvajati strožje predpise za zaščito svojih delavcev.

## Opredelitev osnovnih pojmov
Pravilnik o načinu izdelave izjave o varnosti z oceno tveganja z dne 6. 4. 2000 v svojem 3. členu navaja tri osnovne definicije pojmov, ki se navezujejo na zakon o varnosti in zdravju pri delu (Uradni list RS, št. 56/99). 
Na podlagi tega je nevarnost opredeljena kot okoliščina ali stanje, ki lahko ogrozi zdravje delavca ali pa ga poškoduje. Gre torej za kakršnokoli opremo, način dela, delovni postopek ali pa material, ki ga delavec pri delu uporablja in lahko z njim oškoduje svoje zdravje.
Tveganje pravilnik definira kot verjetnost, da prej opredeljena nevarnost povzroči poškodbo ali pa zdravstveno okvaro delavca oziroma ga na kakršenkoli način prizadane. Lahko gre za veliko ali majhno tveganje.
Tretji pojem je ocena tveganja. To je postopek, s katerim ovrednotimo tveganje za varnost in zdravje delavcev na delovnem mestu. Gre za sistematično preučevanje dejavnikov delovnega procesa, preko katerega želimo ugotoviti, kaj lahko povzroči poškodbe ali škodo, ali je nevarnost mogoče odpraviti ter kakšni so lahko preventivni ali varnostni ukrepi, s katerimi bi omejili in omogočili nadzor nad tveganjem. Z oceno tveganja torej želimo ugotoviti čim več možnih vzrokov za nastanek poškodb pri delu, bolezni povezanih s poklicem oziroma kot njihove posledice, ter preprečevanje, omejevanje ali pa odpravljanje tveganj. Ocena tveganja predstavlja temelj evropskega načina za preprečevanje nezgod pri delu in poslabšanja zdravja kot posledica delovnih razmer.

## Postopek izvedbe ocene tveganja pri delu
Izvedbo ocene tveganja izvedemo glede na nacionalno zakonodajo, ki to področje ureja. Je pa pri izdelavi ocene tveganja vedno potrebno upoštevati, da moramo oceno oblikovati na način, ki zagotovi, da so obravnavane vse možne nevarnosti in tveganja. Ko je tveganje opredeljeno, je potrebno ocenjevanje začeti s prvim načelom, ki pa se nanaša na možnosti odprave tega tveganja.
Načinov za izvedbo ocene tveganja je več, zato se v različnih razmerah lahko uporabljajo različni pristopi. Izbira pristopa k oceni tveganja je odvisna od narave delovnega mesta, vrste delovnega procesa, opravljene naloge in tehnične zahtevnosti. Imamo tudi poklice, kjer moramo poseči po različnih pristopih za različne dele tega delovnega mesta.

### Petstopenjski pristop
Petstopenjski pristop vključuje elemente obvladovanja tveganj, ki bi morali zadoščati in ustrezati večini malim in srednje velikih podjetjem.
1. korak je prepoznavanje nevarnosti in ogroženih oseb. Pri tem mora delodajalec na delovnem mestu prepoznati vse, kar bi lahko povzročilo poškodbo, ob tem pa ugotoviti, kateri delavci bi lahko bili nevarnostim izpostavljeni.
2. korak je ocenjevanje in prednostno razvrščanje tveganj. Delodajalec ovrednoti tveganja in jih razvrsti po pomembnosti.
3. korak je odločitev o preventivnem ukrepanju. Podjetje mora opredeliti ustrezne ukrepe, ki tveganje odpravljajajo ali ga obvladujejo.
4. korak je ukrepanje. Delodajalec naredi načrt prednostnih preventivnih in varnostnih ukrepov ter začne z njihovim uvajanjem.
5. korak je spremljanje in posodabljanje. Podjetje mora oceno tveganja redno posodabljati, zato mora izdelati še načrt za spremljanje in posodabljanje varnostnih kot tudi preventivnih ukrepov.

## Izjava o varnosti in njena vsebina
Izjavo o varnosti z oceno tveganja izdelamo in sprejmemo v pisni obliki po izvedenem ocenjevanju tveganja. Glede na vrsto in obseg dejavnosti izjava vsebuje načrt za izvedbo predpisanih zahtev in ukrepov, načrt in postopke za izvedbo ukrepov v primerih neposredne nevarnosti ter opredelitev obveznosti in odgovornosti odgovornih oseb delodajalca in delavcev za zagotavljanje varnosti in zdravja pri delu. V izjavi se mora določiti tudi posebne zdravstvene zahteve, ki jih morajo delavci izpolnjevati za določeno delo, v delovnem procesu ali pa za uporabo posameznih sredstev za delo. To se opravi na podlagi strokovne ocene izvajalca medicine dela. 
Oceno tveganja je potrebno popraviti in dopolniti vsakič, ko obstoječi preventivni ukrepi varovanja niso zadostni oziroma niso več ustrezni, se spremenijo podatki, na katerih je ocenjevanje tveganja temeljilo, in pa če obstajajo možnosti in načini za izpopolnitev ali dopolnitev ocenjevanja.
Ocena tveganja vsebuje identifikacijo oziroma odkrivanje nevarnosti, ugotovitev, kdo od delavcev bi bil lahko izpostavljen identificiranim nevarnostim, verjetnost nastanka nezgod pri delu, verjetnost poklicnih bolezni oziroma bolezni v zvezi z delom in njihovimi posledicami, resnost nezgod pri delu, odločitev o tem ali je tveganje sprejemljivo in odločitev o uvedbi ukrepov za zmanjšanje nesprejemljivega tveganja. Določiti moramo katerim tveganjem so delavci izpostavljeni ter hkrati upoštevati vsa tveganja, katerim bi lahko pri delu bili izpostavljeni.

## Vloge in odgovornosti delodajalcev
Delodajalec med drugim nosi zakonsko odgovornost, ki mu narekuje, da pripravi obliko delovanja, s katero poskrbi za varnost in zdravje svojih delavcev. Izvesti mora torej oceno tveganja ter uvesti ustrezne ukrepe za obvladovanje ali odpravljanje tveganja. Pogosto se v praksi naredi akcijski načrt, ki vsebuje postopek naročanja, organizacijo in usklajevanje ocene, navedene so osebe, ki so usposobljenje za ocenjevanje tveganj (tudi preko posvetovanja z delavskimi sindikati), opredelitev priprav, ki so potrebne za pregled in posodobitev ocene tveganja, zagotovitev ustreznih preventivnih in varnostnih ukrepov glede na rezultate ocene ter zagotovitev dokumentiranosti ocene tveganja. Vsebovati mora tudi načrt spremljanja prej navedenih varnostnih in preventivnih ukrepov z namenom zagotavljanja njihove uspešnosti. O rezultatih ocene in veljavnih ukrepov mora delodajalec obvešati delavce ali pa njihove predstavnike ter jim omogočiti dostop do njih.

## Vloge in odgovornosti delavcev
Delavci pri sami oceni tveganja sodelujejo, saj poznajo težave in realno stanje, ki stoji za njihovim delovnim mestom. Njihovo znanje je velikokrat pomembno tudi pri razvijanju iznajdljivih preventivnih ukrepov. Doložnost in pravica delavcev (ali njihovih predstavnikov) je, da se delodajalec z njimi posvetuje o načinu organizacije ocene tveganja ter imenovanju oseb, ki bodo to nalogo opravljale. O tveganjih, ki so jih opazili morajo svoje delodajalce opozoriti ter jim poročati o spremembah. Delavci morajo biti o tveganjih na njihovem delovnem mestu obveščeni ter poučeni o njih. Imajo pravico zaprositi delodajalca za sprejetje ustreznih preventivnih kot tudi varnostnih ukrepov. Lahko tudi predlagajo možne rešitve za zmanjšanje ali odstranitev nevarnosti. Hkrati pa morajo skrbeti tako za svojo varnost kot varnost drugih vpletenih v njihovo delo ter spoštovati navodila, ki jih zagotovi delodajalec.

## Pripomočki za ocenjevanje tveganja
Izbira metode uporabljena za izvedbo ocene tveganja je odvisna od pogojev na delovnem mestu (števila delavcev, vrste delovnih nalog in delavske opreme, značilnosti delovnega mesta in njegovih posebnih tveganj). Pripomočki za ocenjevanje tveganja so lahko:
- Kontrolni seznami (za prepoznavanje nevarnosti)
- Vodila
- Navodila
- Priporočniki
- Brošure
- Vprašalniki
- Interaktivni pripomočki (programska oprema)

Pripomočki so lahko namenjeni za določeno panogo oziroma vrsto tveganja ali pa so bolj splošne narave.